# Летронн, Жан-Антуан
Жан-Антуа́н Летро́нн (фр. Jean-Antoine Letronne; 25 января 1787 года, Париж — 14 декабря 1848 года, там же) — французский эллинист, эпиграфист и археолог, оказавший важные услуги в изучении древнегреческих и латинских надписей в нумизматике. Профессор истории и археологии в Коллеж де Франс.

## Память
В 1935 г. Международный астрономический союз присвоил имя Летронна кратеру на видимой стороне Луны.

## Труды
- «Recherches pour servir à l’histoire de l’Egypte pendant la domination des Grecs et Romains» (Париж, 1823)
- «Recueil des inscriptions grecques et latines de l’Egypte» (Пар., 1842—1848, с атласом)
- «Diplômes et chartres de l’époque Mérovingienne» (Пар. 1844).
- «Œuvres choisies» (1881—85, 6 т.)